# خوان کوئواس
خوان کوئواس (انگلیسی: Juan Cuevas؛ زادهٔ ۴ ژوئن ۱۹۸۸) بازیکن فوتبال اهل آرژانتین است.
از باشگاه‌هایی که در آن بازی کرده‌است می‌توان به باشگاه لئون و باشگاه فوتبال جیمناسیا لاپلاتا اشاره کرد.